# パティ・ルポーン
パティ・ルポーン（Patti LuPone, 1949年4月21日 - ）は、アメリカ合衆国の女優・歌手・舞台女優・ミュージカル女優。

## 来歴
1949年、ニューヨーク州のノースポートに生まれる。イタリア系の家庭で、兄のロバート・ルポーンも舞台で俳優、ダンサー、演出家として活動している。地元ノースポートの高校を卒業した後に、ジュリアード音楽院へ進学して演劇を学んだ。1972年に同学院を卒業した後は、俳優のジョン・ハウスマンが主宰する劇団The Acting Companyに所属し、1976年に退団するまで、様々な演目の舞台に出演してキャリアを構築した。退団後も、オフ・ブロードウェイ、ブロードウェイのそれぞれにデビューも果たしている。
1979年には、ブロードウェイ舞台として製作されたマンディ・パティンキンとボブ・ガントンが共演のミュージカル演劇の『エビータ』へ出演。タイトルロールでもあるアルゼンチン出身のファーストレディで女優でもあったエバ・ペロンを好演した。持ち前の歌唱力と演技力が高く評価され、1980年のトニー賞 ミュージカル主演女優賞を授与された。現在でも同作品の劇中で歌った『アルゼンチンよ、泣かないで』は、ルポーンの十八番としても知られている。その後もその歌唱力には定評があり、『レ・ミゼラブル』などを初めとする数多くのミュージカル作品へ出演している。
また舞台のみならず、ハリソン・フォード主演の『刑事ジョン・ブック 目撃者』や、ジェシカ・タンディ主演の『ドライビング Miss デイジー』などの映画や、1989年からはテレビドラマシリーズの『コーキーとともに』へレギュラーキャストとして1993年まで出演しているほか、近年ではジェシカ・ラングらが主演するテレビドラマシリーズ『アメリカン・ホラー・ストーリー: 魔女団』などへも出演している。『そりゃないぜ!? フレイジャー』への出演ではプライムタイム・エミー賞へもノミネートされた。

## 出演作品

### 映画
- The Time of Your Life (1976) ※テレビ映画
- キング・オブ・ジプシー King of the Gypsies (1978) ※ノークレジット
- 1941 1941 (1979)
- デス・ベンジェンス Fighting Back (1982)
- ピアフ Piaf (1984)
- 刑事ジョン・ブック 目撃者 Witness (1985)
- Wise Guys (1986)
- カウボーイ・ジョー Cowboy Joe (1987) ※テレビ映画
- LBJ: The Early Years (1987) ※テレビ映画
- ドライビング Miss デイジー Driving Miss Daisy (1989)
- ウォーターエンジン/アメリカ帝国の陰謀 The Water Engine (1992) ※テレビ映画
- Family Prayers (1993)
- The Song Spinner (1995)
- Her Last Chance (1996) ※テレビ映画
- Family Brood (1998)
- The 24 Hour Woman (1999)
- サマー・オブ・サム Summer of Sam (1999)
- Bonanno: A Godfather's Story (1999)
- State and Main (2000)
- ザ・プロフェッショナル Heist (2001)
- スウィーニー・トッド Sweeney Todd: The Demon Barber of Fleet Street in Concert (2001)
- Life at Five Feet (2002) ※テレビ映画
- 容疑者 City by the sea (2002)
- Bad Faith (2003)
- Open Books (2010)
- Portraits in Dramatic Time (2011)
- Union Square (2011)
- PARKER/パーカー Parker (2013)
- People in New Jersey (2013)
- Dinner with Family with Brett Gelman and Brett Gelman's Family (2015)
- ラスト・クリスマス Last Christmas (2019)
- ボーはおそれている Beau Is Afraid (2023)

### テレビドラマ
- The Andros Targets (1977)
- Un siciliano in Sicilia (1987)
- コーキーとともに Life Goes On (1989 - 1993)
- そりゃないぜ!? フレイジャー Frasier (1993, 1998)
- Remember WENN (1996)
- ロー&オーダー Law & Order (1996, 1997)
- ファルコーネ マフィア大捜査線 Falcone (2000)
- Touched by an Angel (2001)
- Oz (2003)
- 30 ROCK/サーティー・ロック 30 Rock (2009, 2010, 2012)
- アグリー・ベティ Ugly Betty (2007)
- glee/グリー Glee (2011)
- アーミー・ワイフ Army Wives (2012)
- アメリカン・ホラー・ストーリー: 魔女団 American Horror Story (2013 - 2014)
- GIRLS/ガールズ Girls (2014)
- LAW & ORDER:性犯罪特捜班 Law & Order: Special Victims Unit (2015)
- クレイジー・エックス・ガールフレンド Crazy Ex-Girlfriend (2017)
- ハリウッド Hollywood (2020) メインキャスト
- ポーズ POSE (2020)
- アガサ・オール・アロング Agatha: All Along (2024)

### 舞台作品
- エビータ Evita - エバ・ペロン役
- エニシング・ゴーズ Anything Goes
- スウィーニー・トッド Sweeney Todd: The Demon Barber of Fleet Street
- レ・ミゼラブル Les Misérables　- ファンティーヌ役